# Maîtresse en titre

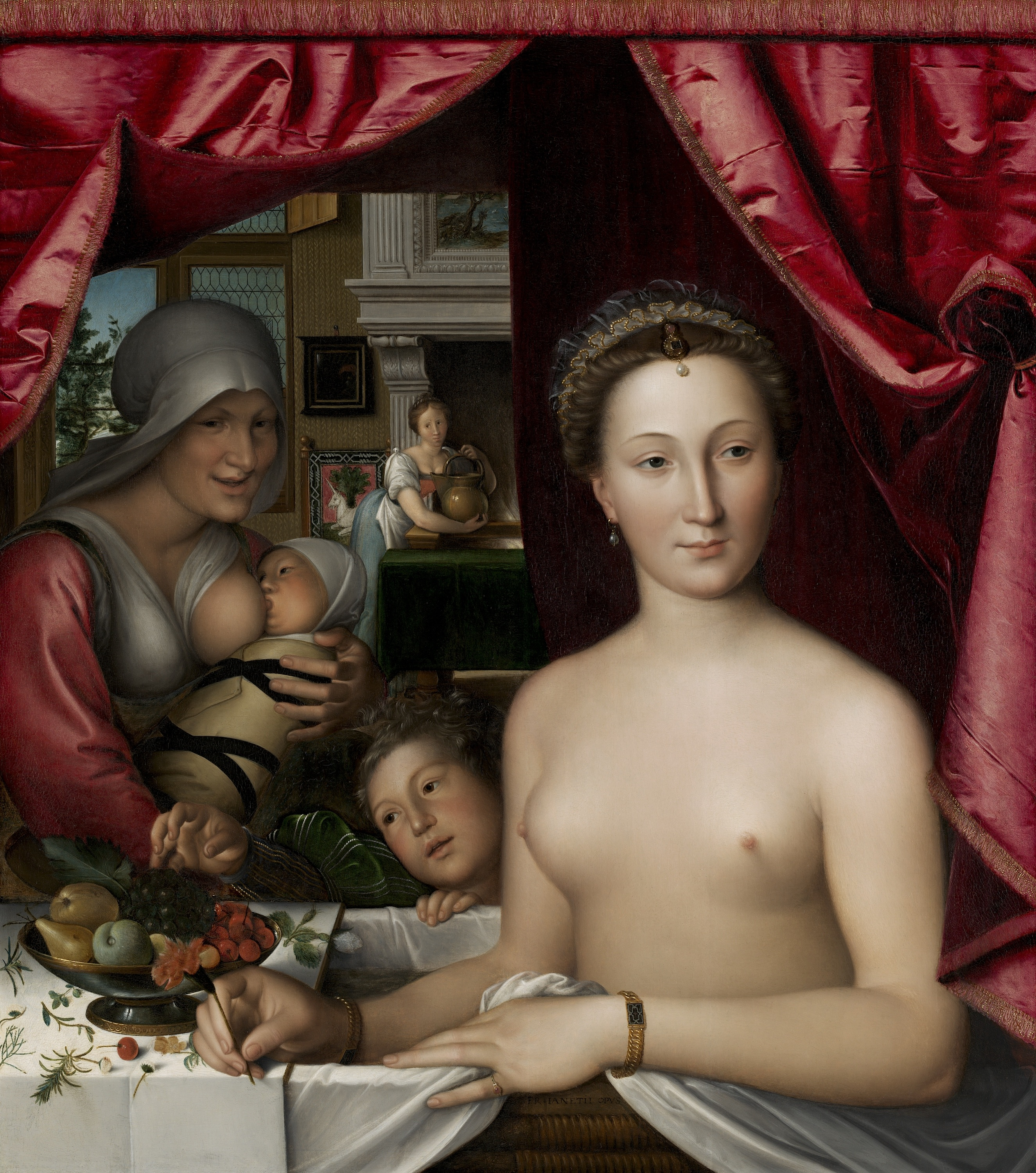
Diane de Poitiers.

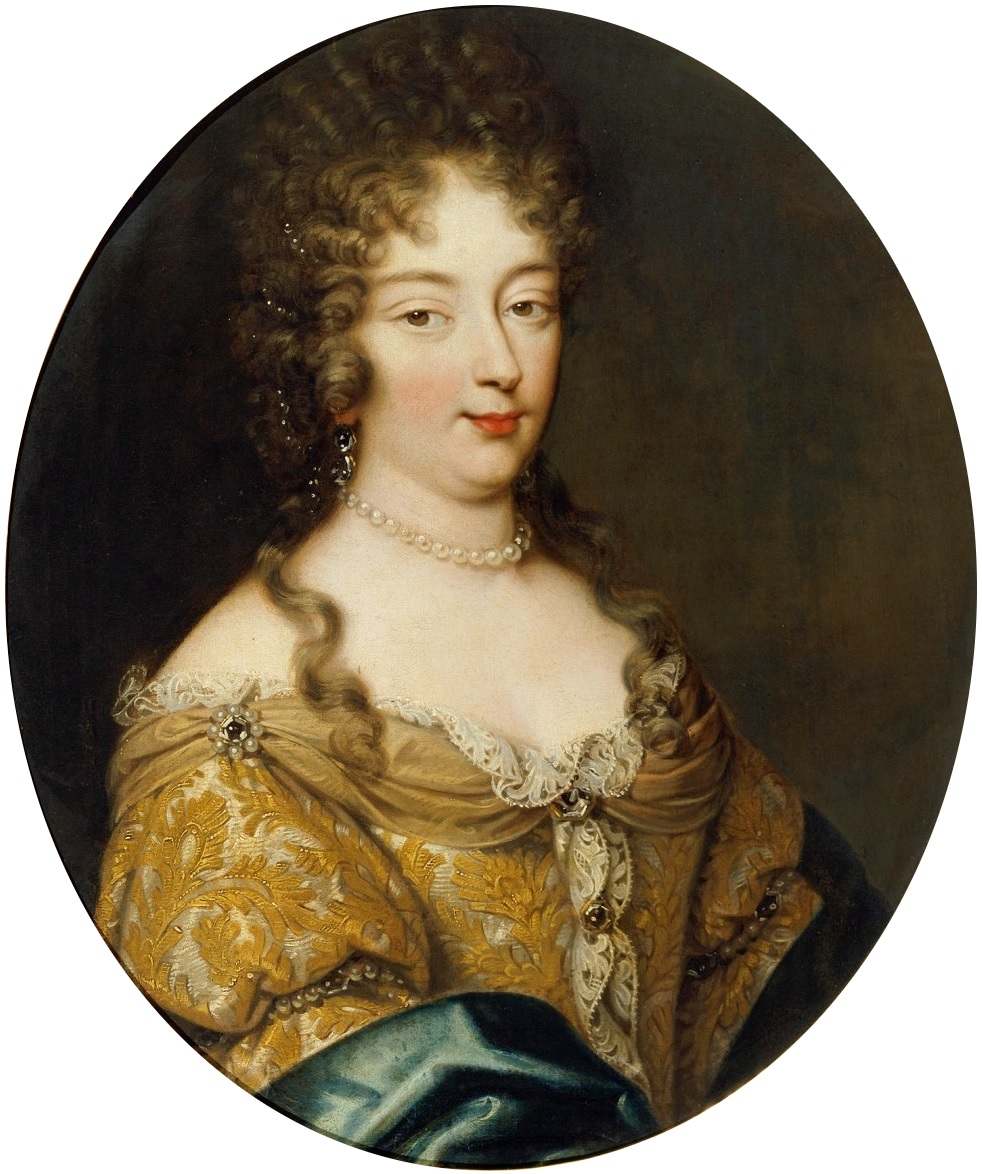
Olympia Mancini.

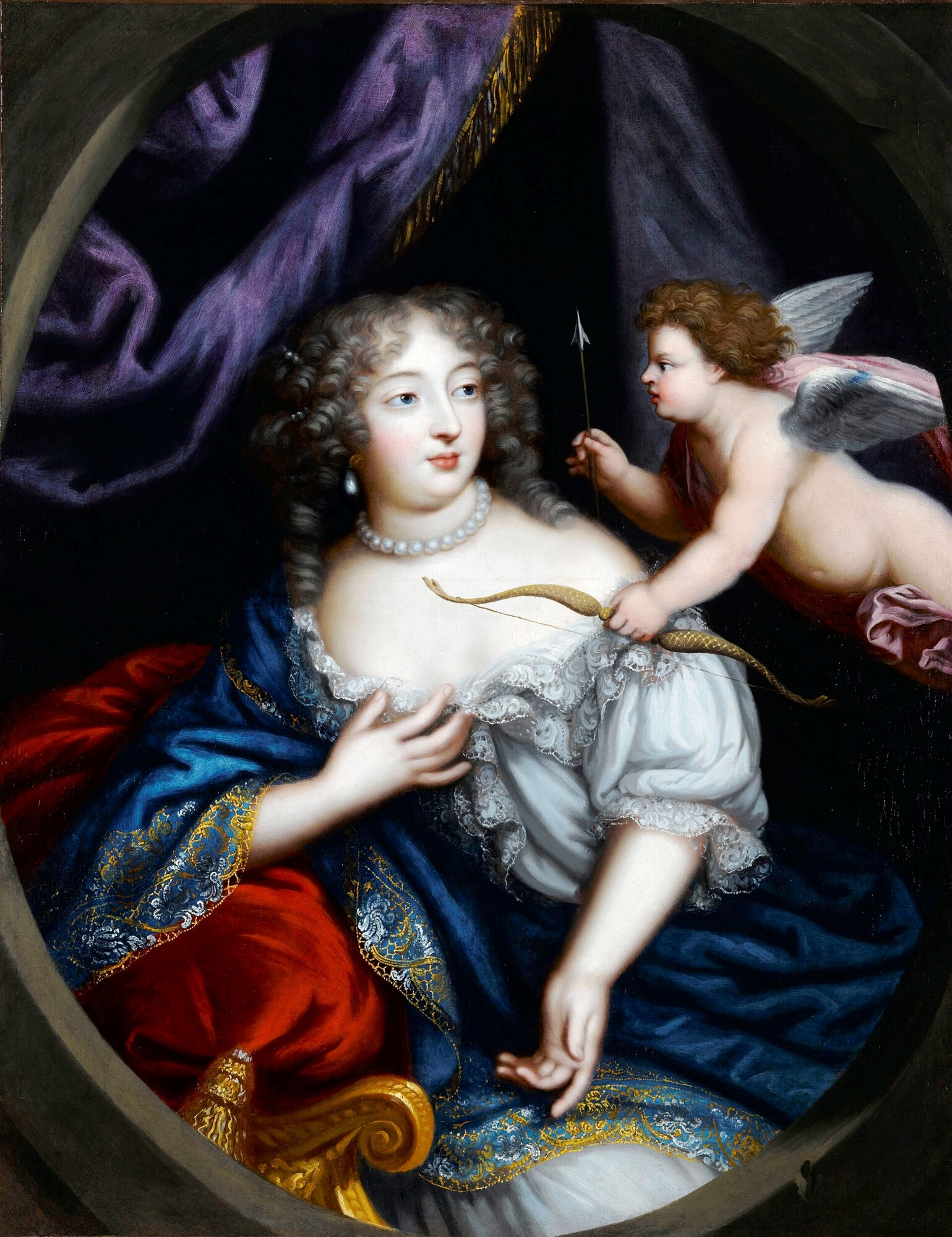
Madame de Montespan.

Madame de Pompadour.

Madame du Barry.

 (juin 2025).
Si vous disposez d'ouvrages ou d'articles de référence ou si vous connaissez des sites web de qualité traitant du thème abordé ici, merci de compléter l'article en donnant les références utiles à sa vérifiabilité et en les liant à la section « Notes et références ».
La maîtresse en titre était la maîtresse en chef du roi de France.  C'était une position semi-officielle qui venait avec ses propres appartements. Le titre est entré en usage sous le règne d'Henri IV et s'est poursuivi jusqu'au règne de Louis XV[réf. nécessaire]. 

## Maîtresses royales françaises
Charles V de France
- Biette de Cassinel (c. 1340 - c. 1380)

Charles VI de France
- Odette de Champdivers (c. 1384-1424)

Charles VII de France
- Agnès Sorel (v. 1422–1450)
- Antoinette de Maignelais (c. 1430 - c. 1461)

Louis XI de France
- Phélisé Regnard
- Marguerite de Sassenage (v. 1449–1471)

François Ier de France
- Françoise de Foix (1495-1537), comtesse de Châteaubriant
- Anne de Pisseleu d'Heilly (1508-1580), duchesse d'Étampes

Henri II de France
- Diane de Poitiers (1499-1566)
- Janet Stuart (alias Jane Fleming) (c. 1508 - c. 1553)
- Filippa Duci (c. 1520–?  )
- Nicole de Savigny (1535-1590), baronne de Fontette

Charles IX de France
- Marie Touchet (c. 1553-1638)

Henri III de France
- Louise de La Béraudière du Rouhet
- Renée de Rieux de Châteauneuf
- Veronica Franco (1546-1591)
- Marie de Clèves, princesse de Condé

Henri IV de France
- Diane d'Andoins " La Belle Corisandre " (1554-1621)
- Françoise de Montmorency (1562–?  )
- Esther Imbert (1570 - v. 1593)
- Antoinette de Pons (1570-1632)
- Gabrielle d'Estrées (c. 1571-1599)
- Catherine Henriette de Balzac d'Entragues (1579-1633), marquise de Verneuil
- Jacqueline de Bueil (c. 1580-1651)
- Charlotte des Essarts (c. 1580-1651)
- Charlotte-Marguerite de Montmorency (1594-1650), princesse de Condé

Louis XIV de France
- Catherine Bellier, baronne de Beauvais
- Olympe Mancini (1638-1708)
- Lucie de la Motte-Argencourt
- Mademoiselle de Marivault
- Marie Mancini (1639-1715)
- Hortense Mancini (1646-1699)
- Louise Françoise de la Baume le Blanc de la Vallière (1644-1710), duchesse de la Vallière et duchesse de Vaujours
- Françoise-Athénaïs de Rochechouart de Mortemart, marquise de Montespan (1640–1707)
- Anne de Rohan-Chabot (1641–1709), princesse de Soubise
- Françoise d'Aubigné, marquise de Maintenon (1635-1719), épouse le roi en 1683
- Claude de Vin des Œillets (c. 1637-1687)
- Isabelle de Ludres (1687-1722)
- Marie Angélique de Scoraille de Roussille (1661-1681), duchesse de Fontanges
- Charlotte-Eléonore Madeleine de la Motte Houdancourt , Duchesse de Ventadour (1654-1744)

Louis XV de France
- Louise Julie, comtesse de Mailly (1710-1751)
- Pauline-Félicité de Mailly (1712-1741), marquise de Vintimille
- Diane-Adélaïde de Mailly (1713-1769), duchesse du Lauraguais
- Marie-Anne de Mailly-Nesle duchesse de Châteauroux (1717-1744)
- Jeanne-Antoinette Poisson (plus connue sous le nom de Madame de Pompadour ) (1721-1764), marquise de Pompadour
- Marie-Jeanne Bécu (plus connue sous le nom de Madame du Barry ) (1743-1793), comtesse de Barry
- Françoise de Châlus (1734-1821), duchesse de Narbonne-Lara
- Marguerite-Catherine Haynault (1736-1823), marquise de Montmélas
- Lucie Madeleine d'Estaing (1743-1826)
- Anne Couffier de Romans (1737–1808), baronne de Meilly-Coulonge
- Louise-Jeanne Tiercelin de La Colleterie (1746-1779), appelée Madame de Bonneval
- Irène du Buisson de Longpré (? –1767)
- Catherine Éléonore Bénard (1740-1769)
- Marie Thérèse Françoise Boisselet (1731-1800)

Louis XVIII de France
- Zoé Talon, comtesse du Cayla (1785–1852)

## Voir également
- Maîtresse royale
- Épouses et maîtresses de Henri IV
- Liste des maîtresses royales françaises
- Préféré